# Architektura barokowa w Portugalii
|  |
|  |
|  |
|  |
|  |

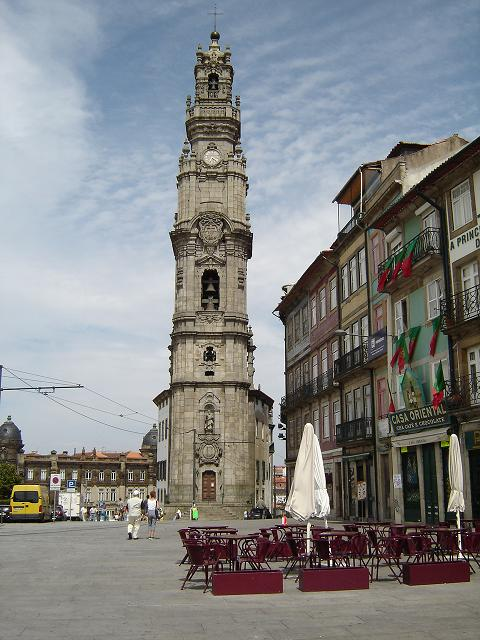
Wieża kościoła São Pedro dos Clérigos w Porto

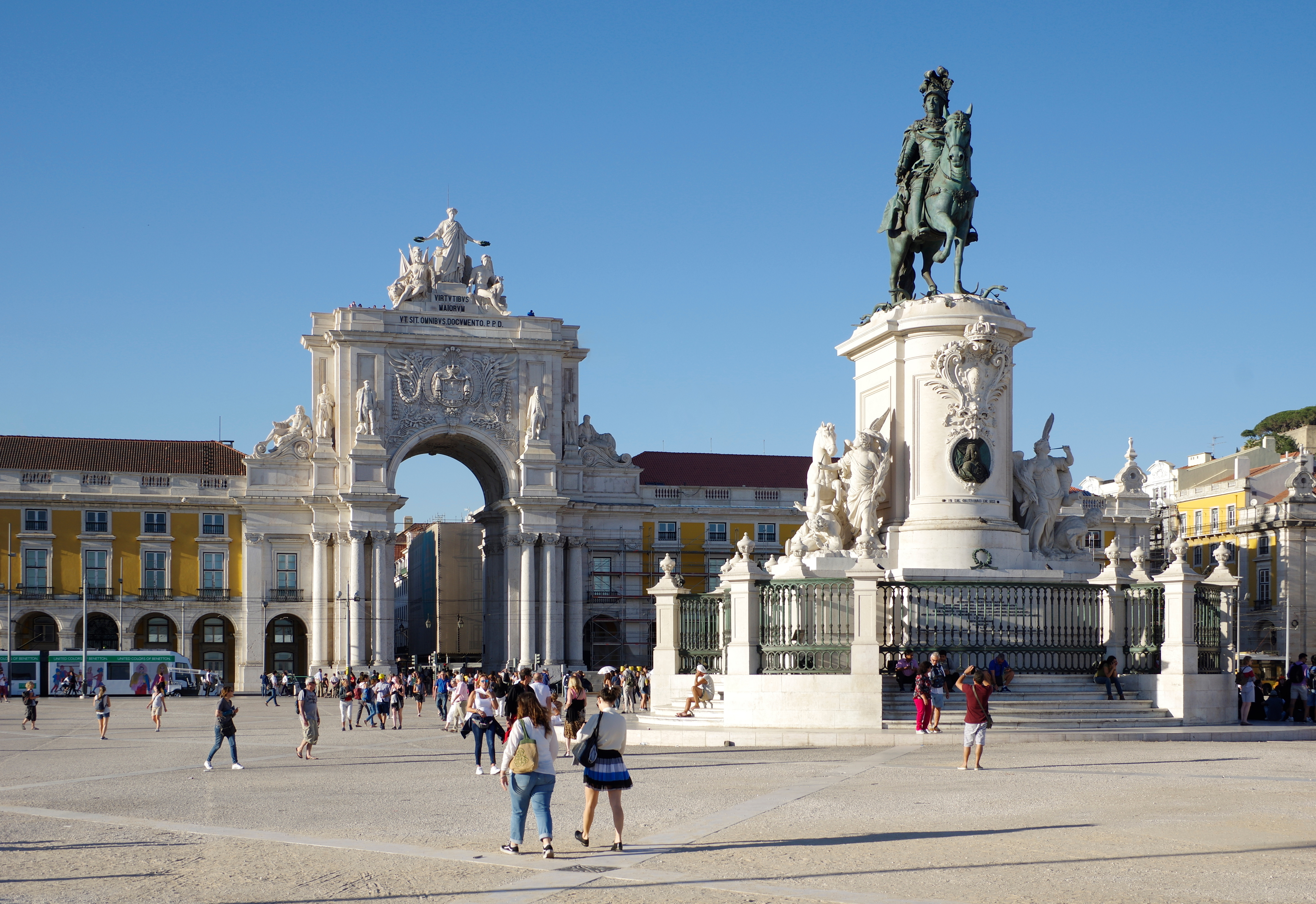
Lizbona – brama pomiędzy placem do Comércio a ulicą Augusta, styl pombaliński

W Portugalii barok rozwijał się pod mecenatem króla Jana V. Fascynacja króla architekturą włoską i napływające bogactwa z kolonii w Brazylii umożliwiło rozkwit tego stylu. Jan V był zwolennikiem powierzania zadań architektonicznych artystom pochodzenia włoskiego. Związki dworu z dynastią Habsburgów sprzyjały wpływom form architektonicznych z południowych Niemiec i obszaru Austrii.
W 1717 r., na zamówienie Jana V, architekt Johann Friedrich Ludwig (urodzony w Niemczech, uczeń rzymskiego rzeźbiarza Andrei Pozza, w Portugalii znany jako João Frederico Ludovice) podjął się budowy zespołu pałacowo-klasztornego w Mafrze koło Lizbony. Projekt połączył elementy występujące w klasztornych założeniach południowo-niemieckich (np. Weingarten) z narożnymi pawilonami architektury pałacowej i rzymskimi motywami inspirowanymi szkołą Carla Fontany.
Kolejnym ciekawym zabytkiem z fundacji króla Jana V jest Biblioteka Królewska uniwersytetu w Coimbrze. Bogato zdobione wnętrza powstały w latach 1716 – 1728. Sporną sprawą jest czy biblioteka została zaprojektowana przez Ludwiga czy Gaspara Ferreirę. Wiadomo, że przy wystroju wnętrz pracował przede wszystkim francuski rzeźbiarz Claude de Laprade.
Przedsięwzięciem zakrojonym na szerszą skalę było zamówienie niewielkiej kaplicy św. Jana Chrzciciela. Kaplicę wykonali w Rzymie architekci: Luigi Vanvitelli i Niccolò Salvi (w 1742 r.). Po jej poświęceniu przez papieża kaplica została przewieziona droga morska do Lizbony i ustawiona pod nadzorem Ludwiga przy jezuickim kościele św. Rocha. Typowo portugalski, przesadnie bogaty (choć nieco bardziej stonowany w porównaniu do sąsiadującej z Portugalią Hiszpanii) wystrój kaplicy złożony z inkrustacji kością słoniową, kamieniami lapis-lazuli, ametystami, agatami, onyksami w oprawie srebra i złoconego brązu sprawił, że kaplica opisywana jest jako najdroższy klejnot architektury na świecie.
Uczeń Ludwiga, Mateusz Vincente de Oliveira, w latach 1747–1752 zbudował królewską rezydencję pałacowo-ogrodową w Queluz. Do barokowo-rokokowej budowli w latach 1758–1760 dodano od strony ogrodu dwa skrzydła boczne zaprojektowane przez francuskiego artystę Jeana-Baptistę Robilliona.
Do cech charakterystycznych portugalskiego baroku należy zastosowanie w architekturze sakralnej rozwiązań z założeń pałacowo-ogrodowych świeckich rezydencji. Takim przeniesieniem były rozwiązania kościołów pielgrzymkowych sytuowanych wśród ogrodów. Przykładem są bogato zdobione schody, z bocznymi kaplicami mieszczącymi stacje Drogi Krzyżowej prowadzące do położonych na wzniesieniach kościołów pielgrzymkowych: 
- Bom Jesus do Monte w Bradze
- Nossa Senhora dos Remédios w Lamego

Najważniejszym dziełem Niccolò Nasoni, architekta działającego w Porto, jest projekt kościoła São Pedro dos Clérigos (1732 – 1750). Połączył w nim elementy południowowłoskiej architektury z formami rokoko.
Po trzęsieniu ziemi w 1755 r., które zniszczyło Lizbonę, odbudowę miasta powierzono markizowi de Pombal. Wytyczono nowe, przecinające się pod kątem prostym ulice. Przy nich powstało wiele budowli w stylu będącym uproszczoną formą rzymskiego baroku nazywaną stylem pombalińskim. Głównymi architektami odbudowy byli: Eugénio dos Santos de Carvalho i Carlos Mardel.
Styl barokowy Portugalii wywarł spory wpływ na architekturę Brazylii, kolonię portugalską w Ameryce.